# محطة قطار أتلبورو
محطة قطار أتلبورو (بالإنجليزية: Attleborough railway station)‏‏ هي محطة قطار في المملكة المتحدة، تُشغلها قطارات إيست ميدلاند. افتُتحت هذه المحطة في 1845، ويبلغ عدد مسارات أرصفتها 2.